# Desert de Líbia

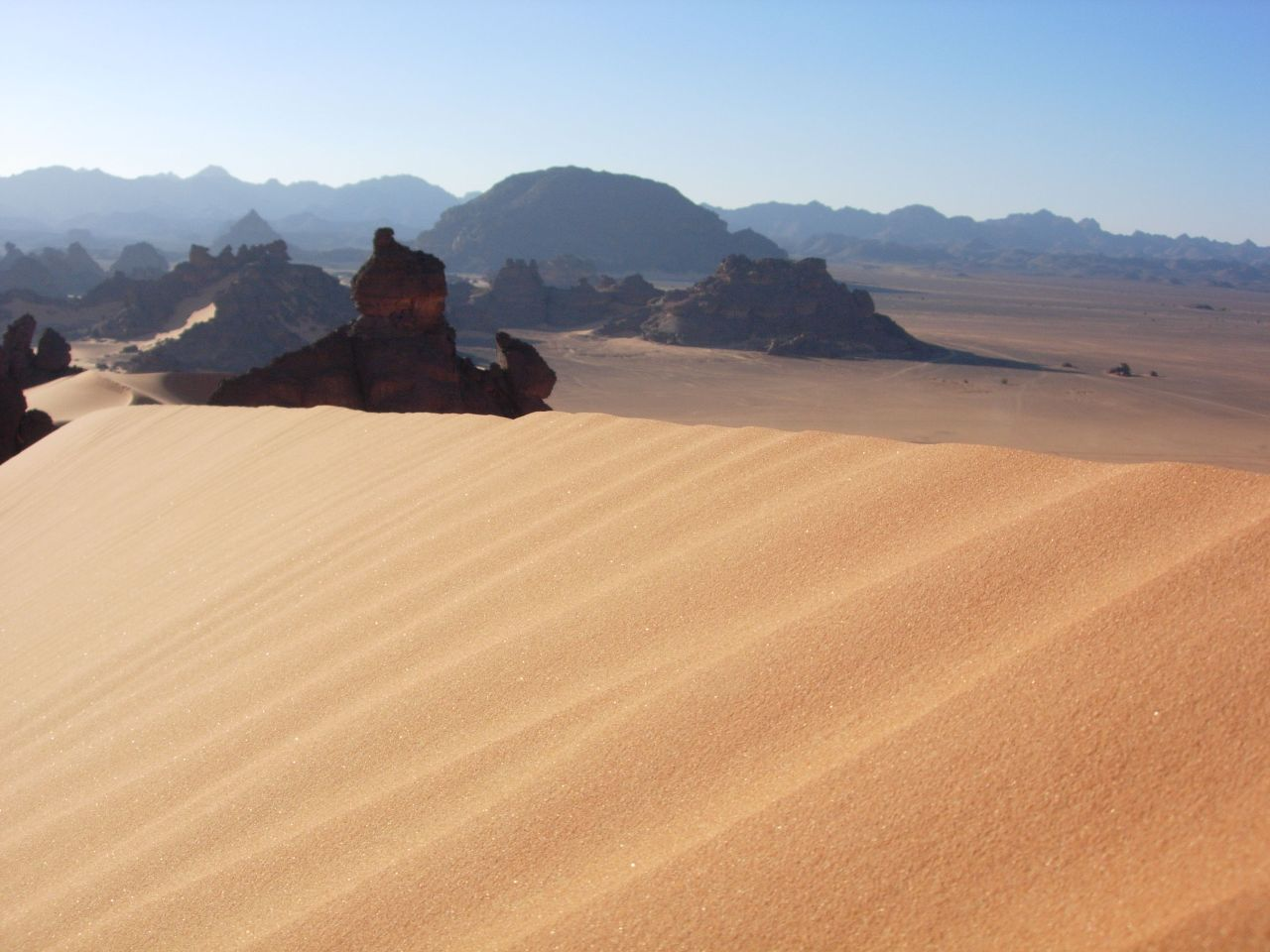
Paisatge desèrtic al sud de Líbia

El desert de Líbia (àrab: الصحراء الليبية, aṣ-ṣaḥrāʾ al-Lībiyya) és un desert africà situat a la part nord-est del desert del Sàhara que ocupa el sud-oest d'Egipte, l'est de Líbia i el nord-oest del Sudan. Amb una àrea d'1.100.000 km², s'estén 1.100 km d'est a oest i 1.000 km de nord a sud, amb una forma rectangular.
Aquest desert és majoritàriament arenós i està habitat pels senussi. La fauna autòctona està composta principalment d'escorpins i escurçons.
Existeixen diverses depressions en certes parts del desert, i no hi ha rius que portin aigua ni dins ni fora de la zona. L'altiplà de Gilf al-Kebir té una altura d'aproximadament 300 metres, una excepció en comparació amb la resta del desert, que té una altura baixa formant una gran planura.
Hi ha vuit depressions importants al desert de Líbia, i són totes considerades oasis excepte el més petit, Qattara, ja que les seves aigües són salades. En les altres set depressions, trobem assentaments permanents, presència de recursos naturals, producció agrícola limitada i aigua potable provinent del Nil o del pou local.
L'oasi de Siwa, proper a la frontera amb Líbia i a l'oest de Qattara, està aïllat de la resta d'Egipte, però ha acollit vida des de temps antics.
Els altres oasis importants són Dakhla i Kharga a Egipte, i Jaghbub a Líbia, que, juntament amb Siwa, formen una cadena d'oasis des d'Al Fayyum, passant per Bahriya, Farafra, fins a arribar a Kharga.

## Característiques geogràfiques del desert de Líbia

### La depressió de Qattara
La depressió de Qattara, que conté el segon punt més baix d'Àfrica, té aproximadament 15.000 km² d'extensió, i la seva altitud és majoritàriament sota el nivell del mar (el seu punt més baix està situat a 133 metres sota el nivell del mar). Aquesta zona, pràcticament inhabitada, està coberta de llacs de sal.

### Gilf Kebir
L'altiplà de Gilf Kebir s'aixeca 300 m aproximadament sobre la mitjana de la zona i està situat a Egipte. La seva mida és comparable a la de Suïssa, i les seves característiques són semblants a les d'altiplans semblants al Sàhara central. La seva part sud-est està ben definida per penya-segats i uadis profunds. La part septentrional, separada de l'altra meitat per una vall anomenada "Gap" està més trencada, i acull tres grans uadis amb vegetació.

### Els mars de sorra
Els tres mars de sorra, que tenen dunes de fins a 110 metres d'altura i que cobreixen aproximadament una quarta part de la regió, inclouen:
- El mar de sorra Egipci
- El mar de sorra de Kalansho
- El mar de sorra de Ribiana

## Història
Històricament, "Líbia" es referia a una zona mal definida a l'oest de l'antic Egipte, el límit del qual tradicionalment era la llacuna Mareòtida, als afores d'Alexandria. Els antics grecs, com Heròdot, consideraven tot el litoral nord-africà, fins al cap Spartel al Marroc, com "Líbia". Més tard, els romans van organitzar la regió les províncies de Líbia Inferior (Marmàrica) i Líbia Superior (Cirenaica), que cobrien l'oest d'Egipte i Cirenaica. Així, el "desert de Líbia" era el desert al sud de l'antiga Líbia. Amb l'organització de la colònia italiana de Líbia al segle xx, el terme "desert de Líbia" per a aquesta regió es va convertir en un nom inadequat, i l'àrea del desert dins d'Egipte es va conèixer com el "desert occidental" en contraposició al desert oriental, a l'est del Nil.
Després de la conquesta del territori per part d'Itàlia durant la guerra italo-turca de 1911-1912, el desert es va convertir en l'escenari d'una lluita de dues dècades entre els italians i els sanusiyya a partir de 1915, centrats en el Jebel Akhdar. a Cirenaica i a l'oasi de Kufra. Va acabar l'any 1931 amb la conquesta de Kufra pels italians.